# Myfanwy Piper
Myfanwy Piper (Londres, 28 de març de 1911 - Fawley Bottom, 18 de gener de 1997) va ser una crítica d'art i llibretista d'òpera anglesa, coneguda especialment per la seva col·laboració amb el compositor Benjamin Britten, per les òperes del qual va adaptar textos literaris de Henry James i Thomas Mann.

## Biografia
Va néixer a Londres en el si d'una família gal·lesa. Va assistir a l'escola femenina North London Collegiate School i va estudiar després anglès i literatura en el St Hugh s College de Oxford. Es va casar amb l'artista John Piper, amb el qual va viure durant bona part de la seva vida en una zona rural pròxima a Henley-on-Thames. Va col·laborar estretament amb els compositors Benjamin Britten i Alun Hoddinott; també va tenir amistat amb el poeta John Betjeman, qui li va dedicar diversos poemes.
El matrimoni Piper va fundar la revista artística Axis (1935-1937), dedicada a l'art d'avantguarda. Myfanwy també va publicar l'antologia Sea Poems (1945) i un estudi sobre Frances Mary Hodgkin (1948).
Els fills de John i Myfanwy Piper també es van dedicar a l'art. Els més importants van ser el seu primogènit, el pintor i fotògraf Edward Piper, i Sebastian Piper, pintor i músic. Entre els nets de Myfanwy destaquen el pintor Luke Piper i l'escultor Henry Piper .

## Llibrets d'òpera
| Títol                                                                               | compositor         | estrena                                                 |
| ----------------------------------------------------------------------------------- | ------------------ | ------------------------------------------------------- |
| The Turn of the Screw, basada en l'obra homònima de Henry James                     | Benjamin Britten   | 14 de setembre de 1954, Teatre La Fenice, Venècia.      |
| Owen Wingrave, basada en l'obra homònima de Henry James                             | Benjamin Britten   | 16 de maig de 1971, retransmissió televisiva de la BBC. |
| Death in Venice, basada en la novel·la La mort a Venècia de Thomas Mann             | Benjamin Britten   | 16 de juny de 1973, Festival d'Aldeburgh.               |
| Easter, basat en el drama PASK de August Strindberg                                 | Malcolm Williamson | El compositor va morir abans d'acabar la música.        |
| What the Old Man Does is Always Right, basat en un conte de Hans Christian Andersen | Alun Hoddinott     | 1977                                                    |
| The Rajah 's Diamond, basat en un cicle de contes de Robert Louis Stevenson         | Alun Hoddinott     | 1979                                                    |
| The Trumpet-Major, basat en la novel·la homònima de Thomas Hardy                    | Alun Hoddinott     | 1 d'abril de 1981, Manchester.                          |